# Volutoconus bednalli
Volutoconus bednalli (nomeada, em inglês, Bednall's volute) é uma espécie de molusco gastrópode marinho pertencente à família Volutidae da ordem Neogastropoda. Foi classificada com a denominação Voluta bednalli, por John Brazier, em 1878; no texto "Descriptions of seven new species of Terrestrial and Marine Shells from Australia", publicado nos Proceedings of the Linnean Society of New South Wales. 3, página 81; com a descrição de sua localidade-tipo em Port Darwin, região noroeste do Território do Norte. Seu descritor específico, bednalli, homenageia W. Thompson Bednall, um colecionador de conchas do país; o seu espécime sendo único até 1893, quando George Brettingham Sowerby III adquiriu um outro que fora coletado por um caçador de pérolas no Estreito de Torres e o ilustrando nos Proceedings of the Malacological Society of London. 1. (Pl. V).

## Descrição da concha
Esta concha, com 10 até 16 centímetros de comprimento, é instantaneamente reconhecível por seu padrão arrojado e distinto; sendo bastante espessa, robusta, relativamente leve e moderadamente alta, em sua forma oval-alongada. A volta corporal, ou teleoconcha, encerra grande parte das voltas anteriores (3/4 do total de sua concha). É característico de todo o gênero Volutoconus a calcarella, um processo espinhoso, muito pequeno, que se projeta no topo de sua protoconcha arredondada e engrossada, de tons amarelados. A abertura é moderadamente larga e ligeiramente rosada, com seu lábio externo grosso e seu lábio columelar apresentando quatro dobras espessas. A superfície é coberta por finas estrias verticais e geralmente possui dobras verticais amplas e baixas. Faltam-lhe o opérculo e o perióstraco. Possui um padrão de grade angular, grosseiramente texturizada de uma cor castanha, por vezes quase negra, geralmente com quatro linhas em espiral, a linha superior em sua fronteira com as voltas superiores.

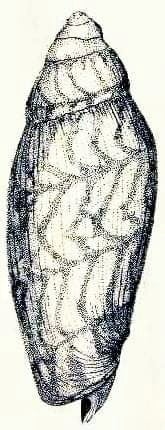
Ilustração do holótipo de V. bednalli; publicada nos Proceedings of the Linnean Society of New South Wales. 3 (1878).
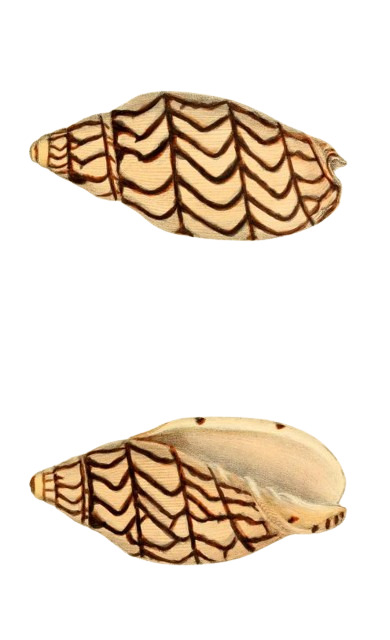
O segundo espécime de V. bednalli; ilustrado nos Proceedings of the Malacological Society of London. 1 (1894).

## Distribuição e habitat
Esta espécie está distribuída pela costa norte da Austrália (norte da Austrália Ocidental; Território do Norte; norte de Queensland, na península do Cabo York), Indonésia (Mar de Timor; Mar de Arafura) e Nova Guiné, em profundidades entre 10 a 50 metros. Antigamente foi considerada muito rara em coleções, mas numerosos espécimes foram encontrados desde 1904, não podendo mais torná-la um item muito escasso.